# Oracle Linux
Oracle Linux (poprzednio Oracle Enterprise Linux, wym. [ˈɒɹəkəl]) – dystrybucja Linuksa oparta na dystrybucji Red Hat Enterprise Linux, przepakietowana i udostępniona za darmo przez firmę Oracle, dostępna na licencji GNU General Public License od końca 2006 roku.
Dystrybucję Oracle Linux można pobrać za pośrednictwem serwisu Oracle Software Delivery Cloud, a następnie wdrażać i rozpowszechniać bez ponoszenia dodatkowych kosztów licencyjnych. Płatne jest komercyjne wsparcie techniczne, dostępne za pośrednictwem programu Oracle Linux Support.

## Kompatybilność z Red Hat Enterprise Linux
Oracle rozprowadza Oracle Linux z dwoma jądrami:
- Red Hat Compatible Kernel – identyczne z jądrem dostarczanym przez Red Hat Enterprise Linux;
- Unbreakable Enterprise Kernel – oparte na późniejszym jądrze Linuksa w wersji 2.6, z wprowadzonymi przez Oracle własnymi modyfikacjami dla: OLTP, InfiniBand, dostępu do pamięci masowych SSD, dostępu do pamięci NUMA, protokołu RDS, operacji asynchronicznych operacji I/O, systemu plików OCFS2 oraz sieci[4][8].

Oracle zapewnia, że Unbreakable Enterprise Kernel jest kompatybilny z RHEL, własną technologią Oracle Fusion Middleware (OMF) oraz zewnętrznymi, certyfikowanymi aplikacjami RHEL, które mogą być instalowane i uruchamiane bez żadnych zamian w kodzie. Jednakże dla użytkowników wymagających wiernej i ścisłej zgodności z Red Hatem lub dla użytkowników korzystających z modułów zależnych od konkretnych wersji jądra wersją, która oferuje 100-procentową kompatybilność z Red Hat Enterprise Linux, jest Red Hat Compatible Kernel.

## Historia wydań
- Oracle Linux: 6, 6.1, 6.2[9]
- Oracle Enterprise Linux: 5, 5.1, 5.2, 5.3, 5.4, 5.5, 5.6, 5.7, 5.8[10]
- Oracle Unbreakable Linux: 4.4, 4.5, 4.6, 4.7, 4.8, 4.9[11]